# Tallareta comuna
La tallareta comuna (Curruca communis; syn: sylvia communis), anomenada també busqueret de batzer a les Balears i busquereta de casquet al País Valencià, és una espècie d'ocell passeriforme de la família dels sílvids (Sylviidae). Comú i estès, cria a Europa i a gran part de l'Àsia occidental temperada. És fortament migrador, i hiverna a l'Àfrica, península aràbiga i Índia. El seu estat de conservació es considera de risc mínim.
Viu en camp obert i conreus i on hi hagi arbusts per fer els nius, pon de 3 a 7 ous. És insectívor però pot menjar fruits.

## Taxonomia
Aquesta espècie estava classificada en el gènere Sylvia, però el Congrés Ornitològic Internacional, en la seva llista mundial d'ocells (versió 10.2, 2020) el transferí al gènere Curruca. Segons el Handook of the Birds of the World i la quarta versió de la BirdLife International Checklist of the birds of the world (Desembre 2019), aquest tàxon apareix classificat encara dins del gènere Sylvia.